# Vitalius sapiranga
Espèce
Vitalius sapiranga est une espèce d'araignées mygalomorphes de la famille des Theraphosidae.

## Distribution
Cette espèce est endémique du Brésil. Elle se rencontre au Bahia et au Sergipe.

## Habitat
Cette espèce se rencontre dans la restinga.

## Description
Le mâle holotype mesure 19,65 mm et la femelle paratype 18,15 mm.

## Systématique et taxinomie
Cette espèce a été décrite par Bertani en 2023.

## Étymologie
Son nom d'espèce lui a été donné en référence au lieu de sa découverte, Sapiranga.

## Publication originale
- Bertani, 2023 : « Two new species of Vitalius (Araneae: Theraphosidae) from the restingas of the states of Rio de Janeiro, Bahia and Sergipe, Brazil. » Zoologia, vol. 40, no e23001, p. 1-17 (texte intégral).